# Бомбардировка улицы Черновола в Чернигове
Бомбардировка улицы Черновола в Чернигове была совершена российскими войсками 3 марта 2022 года, во время боёв за Чернигов в ходе вторжения России в Украину. По данным местных властей, в результате российских бомбардировок 3 марта, включая бомбардировку улицы Черновола и бомбардировку Белорусского переулка, погибло 47 человек.
Международные гуманитарные организации Human Rights Watch и Amnesty International предполагают, что бомбардировка является неизбирательной атакой и потому военным преступлением.

## Атака
3 марта 2022 года приблизительно в 12:15 российские войска совершили бомбардировку жилых домов в районе улицы Вячеслава Черновола в центре Чернигова. На треугольную площадь, образованную улицами Черновола и Круглова, было сброшено несколько неуправляемых авиабомб.
Расследователи Human Rights Watch обнаружили на месте атаки как минимум 5 воронок от взрывов, частичное разрушение 18-этажного дома с 12 по 15 этаж, серьёзные повреждения двух 9-этажных домов, а также выбитые окна и повреждённые фасады в двух других 9-этажных домах. Существенно пострадала аптека в одном из этих домов и кардиологический центр по соседству (на момент бомбардировки закрытый). Территория площади пострадала от взрывов и осколков.
Имеются записи с камер видеонаблюдения, на которых видны падающие бомбы и слышен звук низколетящего самолёта. На видеозаписи, проверенной Amnesty International, видно, что за небольшой промежуток времени были сброшены восемь боеприпасов, которые упали в линию, что типично для бомбардировки с самолёта.
По косвенным данным можно предположить, что удары наносились бомбами ФАБ-500: на месте авиаудара имеется как минимум одна характерная воронка, силы гражданской обороны вывезли с места авиаудара бомбы ФАБ-500-М62, а 6 марта российская армия опубликовала официальное видео с вылетом самолёта Су-34 с восемью бомбами ФАБ-500 на борту, которое Amnesty International рассматривает как свидетельство типичной боевой загрузки.

## Жертвы
По данным местных властей, 3 марта в ходе обстрелов Чернигова погибли 47 человек (38 мужчин и 9 женщин). Эти цифры включают в себя как погибших при бомбардировке улицы Черновола, так и погибших при бомбардировке Белорусского переулка. Ещё 32 человека пострадали.
Лаборатория поиска доказательств Amnesty International проверила кадры последствий бомбардировки, в том числе снятые Государственной службой Украины по чрезвычайным ситуациям. На них видны повреждения зданий, тела, лежащие на улице, и спасательные работы.
На спутниковых снимках от 28 февраля видна очередь людей перед зданием, пострадавшим от авиаудара. Amnesty International предполагает, что большинство жертв — мирные жители, которые в момент бомбардировки стояли в очереди за хлебом.

## Оценки

### Amnesty International
Amnesty International «пришла к выводу, что это нападение было, скорее всего, российским авиаударом, в ходе которого было использовано как минимум восемь неуправляемых авиационных бомб». Amnesty International не нашла законной военной цели в районе бомбардировки. Правозащитная организация отмечает, что сброс неуправляемых авиабомб на жилые кварталы является нарушением запрета на неизбирательные нападения и потому может быть квалифицирована как военное преступление.
Джоанн Маринер (англ. Joanne Mariner), директор отдела кризисного реагирования Amnesty International, заявила: «Бомбёжка улиц Чернигова вызывает настоящий ужас. Это беспощадное, неизбирательное нападение на людей, которые занимались своими повседневными делами».

### Human Rights Watch
Хотя Human Rights Watch не может полностью исключить возможность наличия военной цели в районе удара, она не нашла никаких свидетельств наличия таковой. Расследование HRW включало телефонные интервью с тремя свидетелями и двумя другими жителями Чернигова, а также анализ 22 видео и 12 фотографий. Свидетели, опрошенные HRW, заявили, что им ничего не известно о военных объектах или проводимых операциях по соседству.
Организация предполагает, что российские войска не предприняли меры предосторожности для избежания и минимизации жертв среди гражданского населения. По мнению организации «данная бомбардировка, по-видимому, носила неизбирательный характер и производилась в нарушение законов войны, согласно которым нападение должно преследовать конкретную военную цель».
Ида Сойер (англ. Ida Sawyer), директор Human Rights Watch по кризисам и конфликтам, заявила: «Российские войска сбросили бомбы на жилой квартал посреди дня, разрушив дома, убив и ранив десятки людей и напугав жителей». Human Rights Watch призвала международные органы провести расследование по данному факту и по его результатам привлечь виновных к ответственности.

## Другие атаки

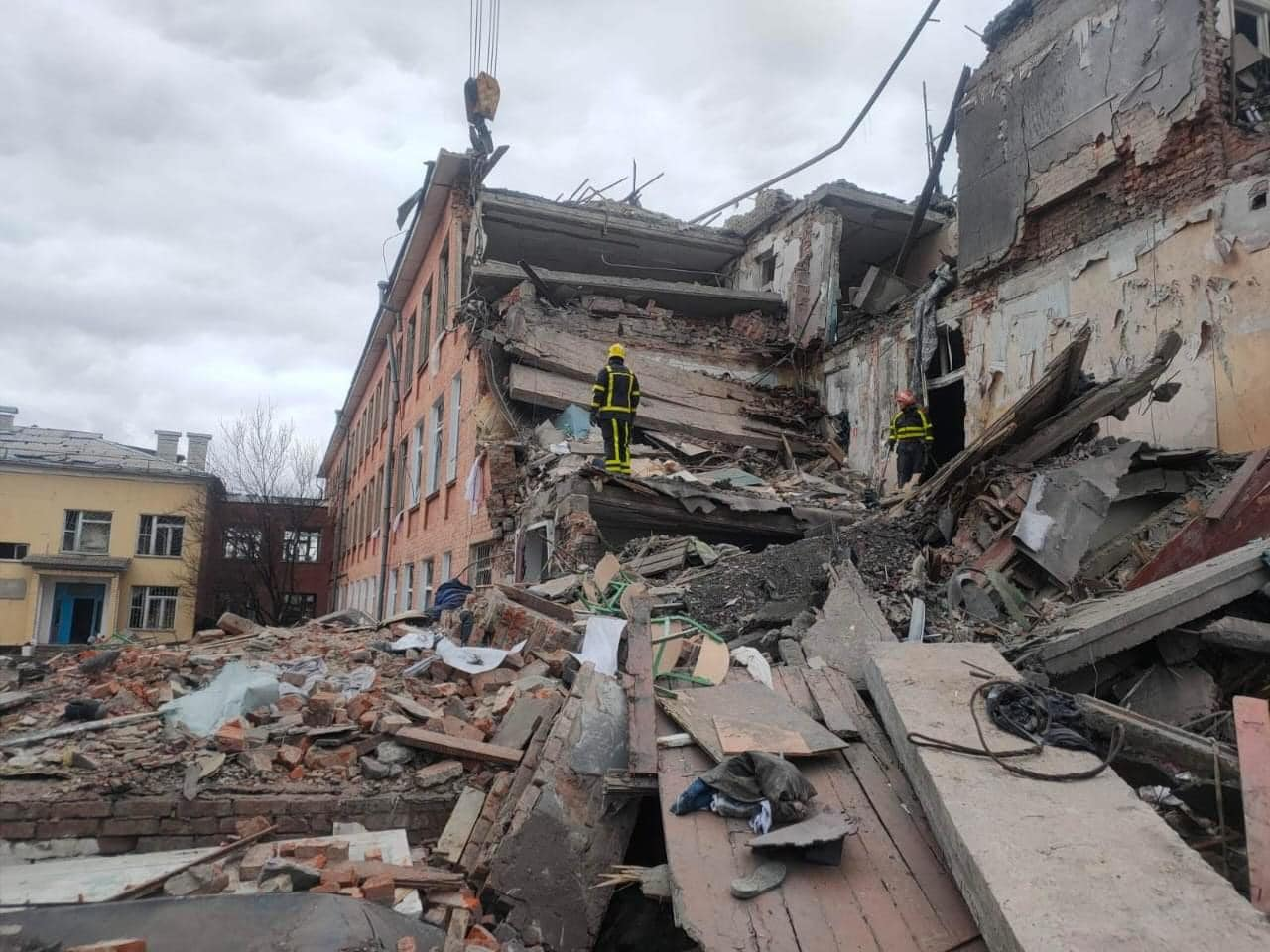
Школа № 18, разрушенная российскими войсками в тот же день

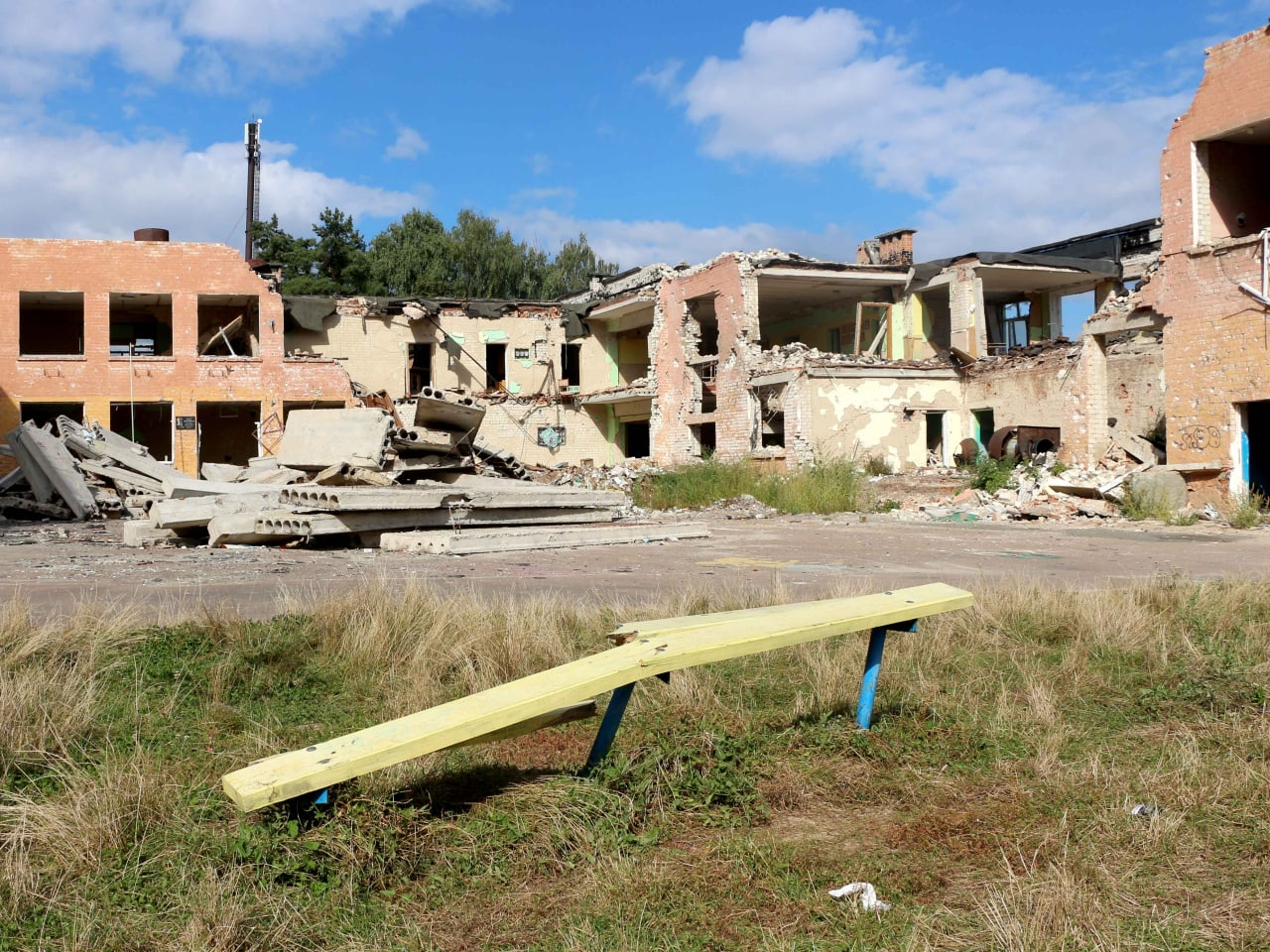
Школа № 21, разрушенная российскими войсками в тот же день

В тот же день 3 марта российские войска также нанесли удары по Белорусскому переулку в Чернигове, которые попали по следующим объектам:
- школа № 18 (по данным местных властей, погибло 3 мирных жителей, 19 получили ранения);
- школа № 21 (погибло 2 мирных жителя, 14 получили ранения);
- несколько частных жилых домов (не менее 6 погибших).

Все эти здания находятся в нескольких сотнях метров друг от друга в местности Старая Подусовка на западе города.
Район улицы Черновола после 3 марта другим бомбардировкам не подвергался.
Human Rights Watch расследовала 8 ударов по городу, нанесённых российскими войсками. В них погибли как минимум 98 и были ранены как минимум 123 мирных жителя, и 4 случая организация относит к явным военным преступлениям.
В октябре 2022 года во время похорон одного из бойцов территориальной обороны начальник разведки бригады признал, что в школе № 21 непосредственно перед ударом находились военнослужащие территориальной обороны.